# Satoru Yoshida
Satoru Yoshida (吉田 悟 Yoshida Satoru?, nacido el 18 de diciembre de 1970 en Saitama) es un exfutbolista japonés. Jugaba de delantero y su último club fue el Ventforet Kofu de Japón.

## Trayectoria

### Clubes
| Club                  | País  | Año         |
| --------------------- | ----- | ----------- |
| Yokohama Marinos      | Japón | 1990 - 1994 |
| Otsuka Pharmaceutical | Japón | 1995 - 1997 |
| Ventforet Kofu        | Japón | 1998 - 2001 |

## Palmarés

### Títulos nacionales
| Título                   | Club             | País  | Año  |
| ------------------------ | ---------------- | ----- | ---- |
| Copa Japan Soccer League | Nissan Motors    | Japón | 1990 |
| Copa del Emperador       | Nissan Motors    | Japón | 1991 |
| Copa del Emperador       | Yokohama Marinos | Japón | 1992 |